# 100 meter för damer i friidrott vid olympiska sommarspelen 1988
100 meter för damer vid olympiska sommarspelen 1988 i Seoul avgjordes 25 september. 

## Medaljörer
| Gren      | Guld                           | Guld  | Silver                          | Silver | Brons                     | Brons |
| 100 meter | Florence Griffith-Joyner · USA | 10,54 | Evelyn Ashford-Washington · USA | 10,83  | Heike Daute · Östtyskland | 10,85 |

## Resultat
- Q innebär avancemang utifrån placering i heatet.
- q innebär avancemang utifrån total placering.
- DNS innebär att personen inte startade.
- DNF innebär att personen inte fullföljde.
- DQ innebär diskvalificering.
- NR innebär nationellt rekord.
- OR innebär olympiskt rekord.
- WR innebär världsrekord.
- WJR innebär världsrekord för juniorer
- AR innebär världsdelsrekord (area record)
- PB innebär personligt rekord.
- SB innebär säsongsbästa.

### Final
| Placering | Final                          | Tid   |
| --------- | ------------------------------ | ----- |
|           | Florence Griffith-Joyner (USA) | 10,54 |
|           | Evelyn Ashford (USA)           | 10,83 |
|           | Heike Drechsler (GDR)          | 10,85 |
| 4.        | Grace Jackson (JAM)            | 10,97 |
| 5.        | Gwen Torrence (USA)            | 10,97 |
| 6.        | Natalja Pomosjtjnikova (URS)   | 11,00 |
| 7.        | Juliet Cuthbert (JAM)          | 11,26 |
| 8.        | Anelia Nuneva (BUL)            | 11,49 |

### Semifinaler
| Placering | Heat 1                      | Tid   |
| --------- | --------------------------- | ----- |
| 1.        | Evelyn Ashford (USA)        | 10,99 |
| 2.        | Anelia Nuneva (BUL)         | 11.00 |
| 3.        | Gwen Torrence (USA)         | 11.02 |
| 4.        | Juliet Cuthbert (JAM)       | 11.10 |
| 5.        | Silke Gladisch-Möller (GDR) | 11.12 |
| 6.        | Marlies Göhr (GDR)          | 11.13 |
| 7.        | Ljudmila Kondratjeva (URS)  | 11.21 |
| 8.        | Marina Zjirova (URS)        | 11.24 |

| Placering | Heat 2                         | Tid   |
| --------- | ------------------------------ | ----- |
| 1.        | Florence Griffith-Joyner (USA) | 10,70 |
| 2.        | Heike Drechsler (GDR)          | 10.91 |
| 3.        | Natalja Pomosjtjnikova (URS)   | 11.03 |
| 4.        | Grace Jackson (JAM)            | 11.06 |
| 5.        | Ulrike Sarvari (FRG)           | 11.31 |
| 6.        | Pauline Davis-Thompson (BAH)   | 11.35 |
| 7.        | Nelli Cooman (NED)             | 11.60 |
| –         | Merlene Ottey (JAM)            | DNS   |

### Kvartsfinaler
| Placering | Heat 1                 | Tid   |
| --------- | ---------------------- | ----- |
| 1.        | Heike Drechsler (GDR)  | 10,96 |
| 2.        | Merlene Ottey (JAM)    | 11.03 |
| 3.        | Ulrike Sarvari (FRG)   | 11.16 |
| 4.        | Pauline Davis (BAH)    | 11.21 |
| 5.        | Angela Bailey (CAN)    | 11.29 |
| 6.        | Els Scharn (NED)       | 11.51 |
| 7.        | Tian Yumei (CHN)       | 11.55 |
| 8.        | Françoise Leroux (FRA) | 11.75 |

| Placering | Heat 2                         | Tid   |
| --------- | ------------------------------ | ----- |
| 1.        | Evelyn Ashford (USA)           | 10,88 |
| 2.        | Natalja Pomosjtjnikova (URS)   | 10.98 |
| 3.        | Marlies Göhr (GDR)             | 10.99 |
| 4.        | Nelli Cooman (NED)             | 11.08 |
| 5.        | Angella Taylor-Issajenko (CAN) | 11.27 |
| 6.        | Joanna Smolarek (POL)          | 11.35 |
| 7.        | Angela Williams (TRI)          | 11.45 |
| 8.        | Amparo Caicedo (COL)           | 11.65 |

| Placering | Heat 3                         | Tid   |
| --------- | ------------------------------ | ----- |
| 1.        | Florence Griffith-Joyner (USA) | 10,62 |
| 2.        | Juliet Cuthbert (JAM)          | 11.03 |
| 3.        | Ljudmila Kondratjeva (URS)     | 11.05 |
| 4.        | Silke Möller (GDR)             | 11.10 |
| 5.        | Simone Jacobs (GBR)            | 11.31 |
| 6.        | Laurence Bily (FRA)            | 11.35 |
| 7.        | Andrea Thomas (FRG)            | 11.37 |
| 8.        | Dinah Yankey (GHA)             | 11.63 |

| Placering | Heat 4                | Tid   |
| --------- | --------------------- | ----- |
| 1.        | Anelia Nuneva (BUL)   | 10,96 |
| 2.        | Gwen Torrence (USA)   | 10.99 |
| 3.        | Grace Jackson (JAM)   | 11.13 |
| 4.        | Marina Zjirova (URS)  | 11.14 |
| 5.        | Paula Dunn (GBR)      | 11.37 |
| 6.        | Kerry Johnson (AUS)   | 11.42 |
| 7.        | Sabine Richter (FRG)  | 11.59 |
| 8.        | Julie Rocheleau (CAN) | 11.75 |

### Försöksheat
| Placering | Heat 1                 | Tid   |
| --------- | ---------------------- | ----- |
| 1.        | Anelia Nuneva (BUL)    | 11,09 |
| 2.        | Grace Jackson (JAM)    | 11.18 |
| 3.        | Paula Dunn (GBR)       | 11.39 |
| 4.        | Tian Yumei (CHN)       | 11.56 |
| 5.        | Voula Patoulidou (GRE) | 11.85 |
| 6.        | Melvina Vulah (LBR)    | 12.16 |
| 7.        | Félicite Bada (BEN)    | 12.27 |
| 8.        | Farida Kyakutewa (UGA) | 12.32 |

| Placering | Heat 2                | Tid   |
| --------- | --------------------- | ----- |
| 1.        | Pauline Davis (BAH)   | 11,20 |
| 2.        | Nelli Cooman (NED)    | 11.22 |
| 3.        | Marlies Göhr (GDR)    | 11.22 |
| 4.        | Jolanta Janota (POL)  | 11.71 |
| 5.        | Sandy Myers (ESP)     | 11.86 |
| 6.        | Méryem Oumezdi (MAR)  | 11.90 |
| 7.        | Yvette Bonapart (SUR) | 12.27 |
| 8.        | Aminata Diarra (MLI)  | 12.27 |

| Placering | Heat 3                     | Tid   |
| --------- | -------------------------- | ----- |
| 1.        | Gwen Torrence (USA)        | 11,12 |
| 2.        | Ljudmila Kondratjeva (URS) | 11.19 |
| 3.        | Laurence Bily (FRA)        | 11.34 |
| 4.        | Amparo Caicedo (COL)       | 11.59 |
| 5.        | Marisa Masullo (ITA)       | 11.71 |
| 6.        | Ewa Pisiewicz (POL)        | 11.84 |
| 7.        | Ng Ka Yee (HKG)            | 12.18 |
| 8.        | Jabou Jawo (GAM)           | 12.27 |

| Placering | Heat 4                    | Tid   |
| --------- | ------------------------- | ----- |
| 1.        | Juliet Cuthbert (JAM)     | 11,14 |
| 2.        | Silke Möller (GDR)        | 11.27 |
| 3.        | Els Scharn (NED)          | 11.38 |
| 4.        | Sabine Richter (FRG)      | 11.49 |
| 5.        | Françoise Leroux (FRA)    | 11.58 |
| 6.        | Lydia de Vega (PHI)       | 11.67 |
| 7.        | Guilhermina da Cruz (ANG) | 12.47 |
| 8.        | Erin Tierney (COK)        | 12.52 |

| Placering | Heat 5                            | Tid   |
| --------- | --------------------------------- | ----- |
| 1.        | Evelyn Ashford (USA)              | 11,10 |
| 2.        | Marina Zjirova (URS)              | 11.22 |
| 3.        | Joanna Smolarek (POL)             | 11.43 |
| 4.        | Andrea Thomas (FRG)               | 11.46 |
| 5.        | Julie Rocheleau (CAN)             | 11.60 |
| 6.        | Gaily Dube (ZIM)                  | 12.07 |
| 7.        | Claudia Acerenza (URU)            | 12.11 |
| 8.        | Judith Diankoléla-Missengué (CGO) | 12.14 |

| Placering | Heat 6                       | Tid   |
| --------- | ---------------------------- | ----- |
| 1.        | Natalja Pomosjtjnikova (URS) | 11,11 |
| 2.        | Heike Drechsler (FRG)        | 11.15 |
| 3.        | Simone Jacobs (GBR)          | 11.56 |
| 4.        | Angela Williams (TRI)        | 11.62 |
| 5.        | Liu Shaomei (CHN)            | 11.66 |
| 6.        | Lee Yeong-Suk (KOR)          | 11.74 |
| 7.        | Joyce Odhiambo (KEN)         | 11.90 |
| 8.        | Mariama Ouiminga (BUR)       | 12.62 |

| Placering | Heat 7                         | Tid   |
| --------- | ------------------------------ | ----- |
| 1.        | Florence Griffith-Joyner (USA) | 10,88 |
| 2.        | Kerry Johnson (AUS)            | 11.44 |
| 3.        | Angela Bailey (CAN)            | 11.61 |
| 4.        | Patricia Girard (FRA)          | 11.65 |
| 5.        | Zhang Caihua (CHN)             | 11.84 |
| 6.        | Gisèle Ongollo (GAB)           | 11.85 |
| 7.        | Chen Ya-Li (TPE)               | 12.16 |
| 8.        | Evelyn Farrell (ARU)           | 12.48 |

| Placering | Heat 8                         | Tid   |
| --------- | ------------------------------ | ----- |
| 1.        | Merlene Ottey (JAM)            | 11,03 |
| 2.        | Ulrike Sarvari (FRG)           | 11.26 |
| 3.        | Angella Taylor-Issajenko (CAN) | 11.42 |
| 4.        | Dinah Yankey (GHA)             | 11.64 |
| 5.        | Rosella Tarolo (ITA)           | 11.86 |
| 6.        | Helen Miles (GBR)              | 11.88 |
| 7.        | Olivette Daruhi (VAN)          | 13.00 |
| 8.        | Mala Sakonhninhom (LAO)        | 15.12 |